# Armin Mueller-Stahl
Armin Mueller-Stahl (* 17. prosince 1930 Tylže, Východní Prusko) je německý filmový herec, hudebník, malíř a spisovatel. Za svoji roli v australském filmu Shine (1996) byl navržen na Oscara za nejlepší mužský herecký výkon ve vedlejší roli.
Absolvoval Sternovu konzervatoř v Berlíně a chtěl se stát koncertním houslistou, ale nakonec dal přednost herectví. Od roku 1954 byl v angažmá v divadle Volksbühne am Rosa-Luxemburg-Platz. Patřil k největším filmovým hvězdám Německé demokratické republiky, hrál ve filmech Pět nábojnic, Ten třetí a Jakub lhář i v propagandistickém televizním seriálu Neviditelné hledí. V roce 1976 podepsal dopis na podporu Wolfa Biermanna a měl zakázáno vystupovat, v roce 1980 odešel do západního Německa.
V osmdesátých letech hrál v Touze Veroniky Vossové Rainera Wernera Fassbindera, Lásce v Německu Andrzeje Wajdy nebo Plukovníku Redlovi Istvána Szabóa. Prosadil se i v zámoří díky filmům Hrací skříňka, Noc na Zemi nebo Dům duchů. V seriálu stanice ARTE Die Manns – Ein Jahrhundertroman hrál Thomase Manna. Režíroval film Rozhovor s bestií (1996), kde ztvárnil titulní roli Adolfa Hitlera.
V roce 2008 získal Genie Award za vedlejší roli ve filmu Východní přísliby. V roce 2011 mu Berlínský mezinárodní filmový festival udělil čestného Zlatého medvěda.